# Synapsia
Synapsia (The 33rd album composed by Michel Huygen) is een studioalbum van Michel Huygen, werkend onder groepsnaam Neuronium waarvan hij enig lid is. Met dit album wil hij de gedachte achter euthanasie ondersteunen.
Bijgaand de uitleggende tekst van Huygen op het album:
Brainsucker is an alien. She feeds with brains, human brains.... 

She is very patient but finally she deludes her victim...anyway. 

In our world, her name is terminal illness. 

In fact, you know her existence under a different look. 

The only real victory against her is called Euthanasia, a decent death".
Dat gehele verhaal past in zijn kosmische levenshouding: "Psychotronic", een goede balans tussen lichaam en geest.het album bevat kosmische melodische elektronische muziek, hier en daar ondersteund door een pulserend ritme. Het album vormt met Mystykatea en Nihilophobia een drieluik.

## Musici
Huygen speelt alle instrumenten. Er zijn mellotronklanken te horen die lijken op de klanken van Tangerine Dream uit de jaren 70; onbekend of Huygen daadwerkelijk de mellotron bespeelde of samplede. 

## Muziek
| Nr. | Titel                  | Duur  |
| --- | ---------------------- | ----- |
| 1.  | Absynthe (Huygen)      | 11:15 |
| 2.  | Geopurgatorio (Huygen) | 10:33 |
| 3.  | Virtopsia (Huygen)     | 9:43  |
| 4.  | Brainsucker (Huygen)   | 10:25 |
| 5.  | Euthanasia (Huygen)    | 19:42 |

Brainsucker staat voor het buitenaardse wezen, dat op Aarde bekend is onder terminale ziekte, waar hij met Infinito ook al een album aan besteedde.